# Umeå–Vasa

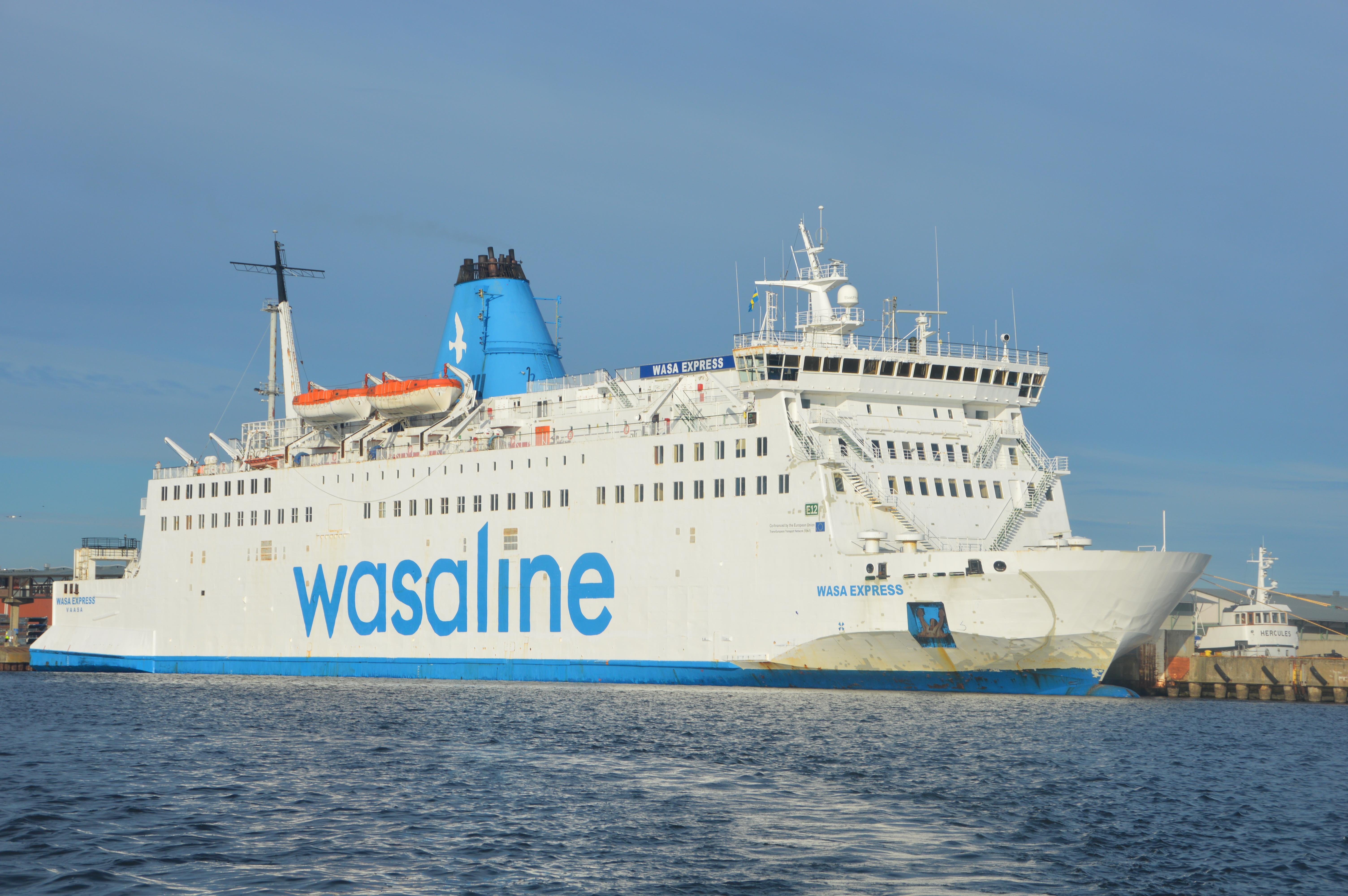
Wasa Express trafikerade rutten under två perioder, här i Vasa hamn 2016.

Färjelinjen Umeå–Vasa går mellan Umeå hamn i Holmsund i Sverige och Vasa hamn i Finland. Turen tar cirka fyra timmar. Europaväg 12 följer färjelinjen. År 2016 reste 172 547 passagerare på rutten.

## Historia

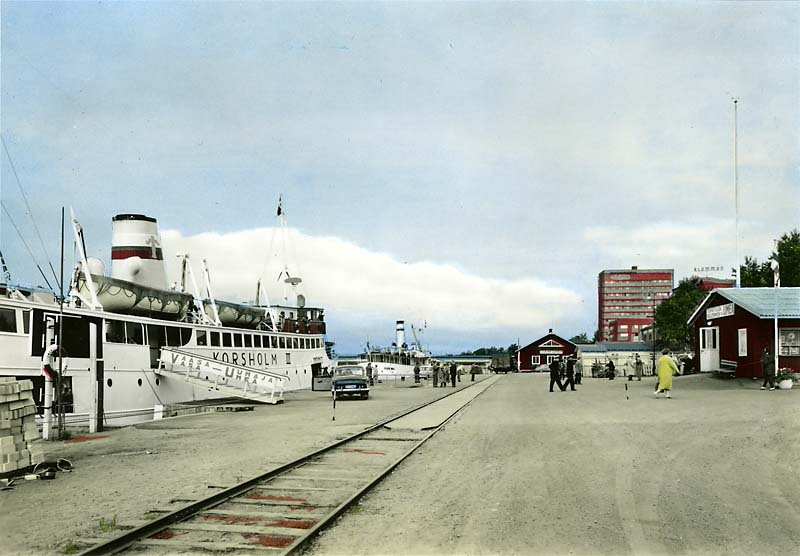
1962. Färjan Korsholm III vid stadskajen i Umeå

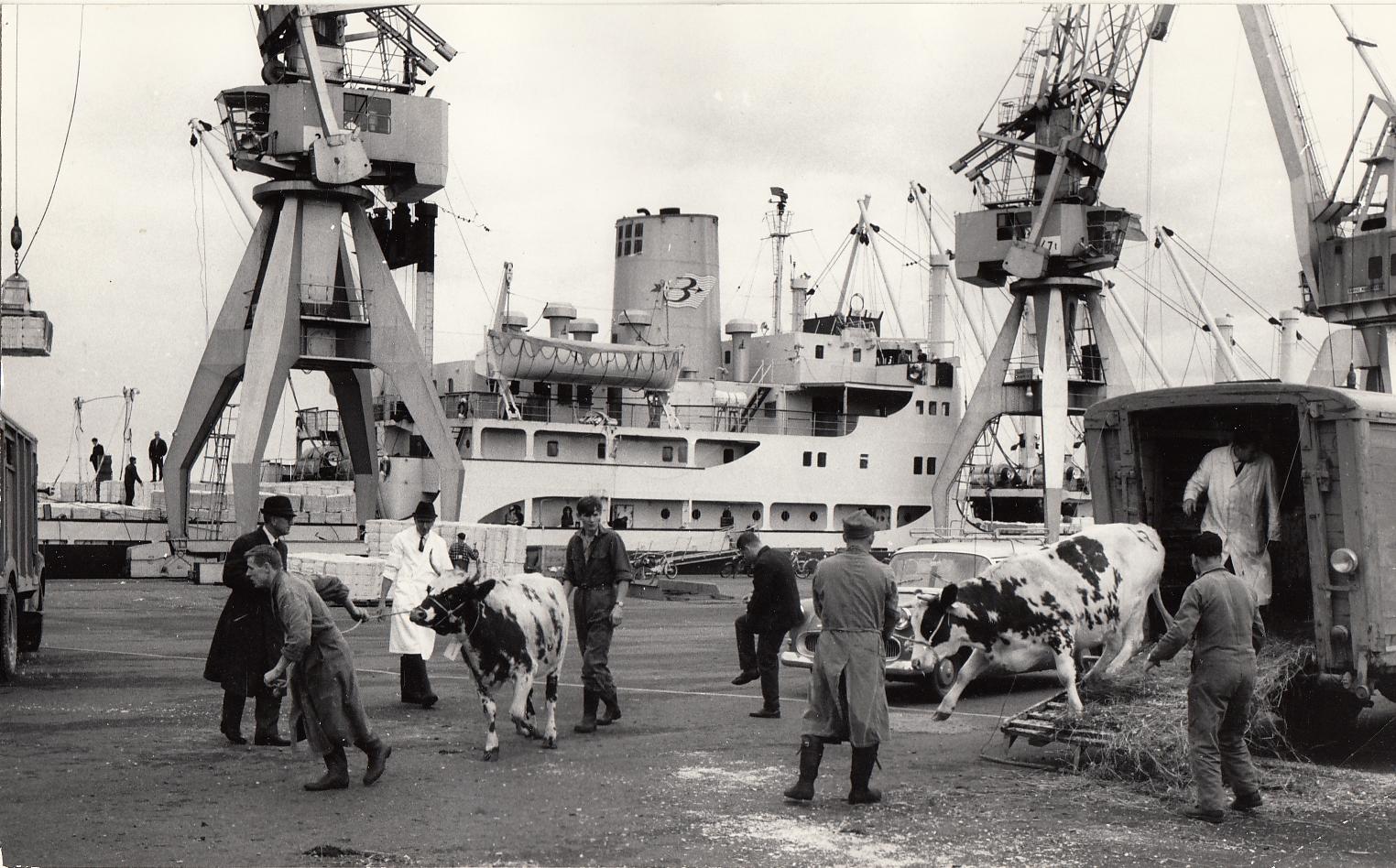
Boskapstransport från Finland med Wasa Express i Umeå hamn, år 1965.

Sedan många år har det gått motordrivna båtar mellan Vasa och Umeå. På vintern var trafiken vanligen inställd. Under andra världskriget var det flera stränga vintrar och då kördes lastbilstrafik på isen. År 1948 togs linjen över av bolaget Vasa–Umeå AB som 1979 bytte namn till Vasabåtarna. Detta rederi lade ner linjen år 2000 efter det att taxfree-försäljningen upphörde.
Den lilla passagerarbåten M/S Ida 1 trafikerade Umeå–Vasa/Korsholm som hyresbåt 2007–2010. I augusti 2010 gick båten på grund och sjönk.
Vasa stad upphandlade linjen Umeå–Vasa 2007 och bara RG-Line var intresserade. Linjen var olönsam och nedläggningshotad. Linjen fick subvention av Vasa stad, men inte något annat offentligt stöd. Varken Rikstrafiken, Västerbottens län eller någon annan instans i Sverige eller Finland som brukar stödja kollektivtrafik stödde linjen, eftersom den gick utrikes. I november 2011 gick rederiet RG Line i konkurs, men trafiken fortsatte under så kallat konkursskydd. Umeå kommun och Vasa stad började själva att trafikera linjen från januari 2013 via det egna rederiet, NLC Ferry.
En ny färja, som byggs av Rauma Marine Constructions, beställdes av Kvarken Link 2019 för leverans 2021. Bygget inleddes i september 2019. Namnet på färjan blir Aurora Botnia. Umeå kommuns och Vasa stads gemensamma bolag Kvarken Link tillfrågade 17 varv inför färjebeställningen.

## Wasa Express
Sedan 2013 trafikeras linjen av Umeå kommuns och Vasa stads egna rederibolag Wasaline. Fram till augusti 2021 trafikerades linjen av färjan Wasa Express innan hon den 28 augusti 2021 ersattes av den då nybyggda Aurora Botnia.
Wasa Express byggdes av Wärtsilä i Helsingfors 1980–1981 och trafikerade som M/S Travemünde på rutten Gedser–Travemünde från 1981. Senare gick hon på andra linjer, en kortare tid 1997 Vasa–Umeå som M/S Wasa Express, 1998–2003 som M/S Thjelvar på linjerna Oskarshamn–Visby och Nynäshamn–Visby.
Innan hon återvände till Kvarken gick hon senast mellan Kanarieöarna under namnet Betancuria.